# Thomas Jessayyan Netto

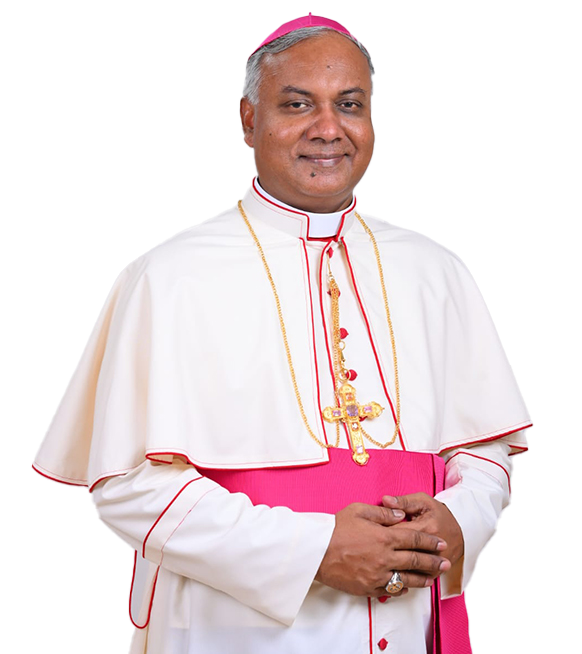
Thomas Jessayyan Netto, 2023

Thomas Jessayyan Netto (* 29. Dezember 1964 in Puthiyathura, Kerala) ist ein indischer Geistlicher und römisch-katholischer Erzbischof von Trivandrum.

## Leben
Thomas Jessayyan Netto studierte Philosophie und Katholische Theologie am St. Joseph’s Pontifical Seminary in Alwaye. Zudem erwarb Netto am Loyola College in Trivandrum ein Diplom im Fach Soziologie. Am 19. Dezember 1989 empfing er das Sakrament der Priesterweihe für das Bistum Trivandrum.
Netto war zunächst als Pfarrvikar in Peringamala tätig, bevor er 1991 Pfarrvikar der Kathedrale in Palayam sowie 1994 zusätzlich Sekretär für die Ökumene und den Interreligiösen Dialog wurde. 1995 wurde Thomas Jessayyan Netto für weiterführende Studien nach Rom entsandt, wo er 1999 an der Päpstlichen Universität Urbaniana im Fach Dogmatik promoviert wurde. Nach der Rückkehr in seine Heimat wurde er Pfarrer in Pettah und Sekretär für die Basisgemeinden. Von 2003 bis 2010 war Netto Rektor des Kleinen Seminars St. Vincent in Trivandrum. Zudem wirkte er von 2008 bis 2010 als Direktor des Board for Clergy and Religious Life und von 2009 bis 2010 als Pfarrer der Pfarrei St. Anthony in Valiayathura. Ferner gehörte er ab 2007 dem Konsultorenkollegium des Erzbistums Trivandrum an. Danach war Thomas Jessayyan Netto als Pfarrer in Thope tätig, bevor er 2014 Bischofsvikar für die Geistlichen wurde. Ab 2018 war Netto Pfarrer der Pfarrei St. Augustine in Murukkumpuzha, Dechant des Dekanats Kazhakuttom und Herausgeber der diözesanen Kirchenzeitung Jeevanum Velichavum sowie ab 2021 zudem erneut Bischofsvikar für die Geistlichen.
Am 2. Februar 2022 ernannte ihn Papst Franziskus zum Erzbischof von Trivandrum. Der emeritierte Erzbischof von Trivandrum, Maria Callist Soosa Pakiam, spendete ihm am 19. März desselben Jahres vor der Kirche Saint Sebastian in Cheruvettukadu die Bischofsweihe; Mitkonsekratoren waren der Bischof von Neyyattinkara, Vincent Samuel, und der Erzbischof von Verapoly, Joseph Kalathiparambil.